# Saint-Cergues
Saint-Cergues är en kommun i departementet Haute-Savoie i regionen Auvergne-Rhône-Alpes i sydöstra Frankrike. Kommunen ligger i kantonen Annemasse-Nord som tillhör arrondissementet Saint-Julien-en-Genevois. År 2022 hade Saint-Cergues 3 779 invånare.

## Befolkningsutveckling
Antalet invånare i kommunen Saint-Cergues
| Referens: INSEE |